# سردوش
سردوش، روستایی از توابع بخش خاوومیرآباد شهرستان مریوان در استان کردستان ایران است. ویکی از روستاهای بزرگ (شهرستان مریوان ￷)است. ￷￶ ￵ومردم مهمان نوازی دارد￷￶￵۰ و زبانشان کورد￶￵ی است ￷￶￵.

## جمعیت
این روستا در دهستان خاوومیرآباد قرار دارد و براساس سرشماری مرکز آمار ایران در سال ۱۳۸۵، جمعیت آن ۱٬۳۸۷ نفر (۳۰۰خانوار) بوده‌است.